# Augusto Aguiar
Antônio  Augusto de Aguiar (Alenquer, 1 de outubro de 1974) é um político brasileiro. Conhecido politicamente como Augusto Aguiar, é filiado ao Cidadania e foi Deputado Estadual no Estado do Amapá.
Foi eleito vereador de Macapá em 2012 pelo PMDB. Nas eleições de 2014, foi eleito deputado estadual,  com 5.803 votos, o que representa 1,55% do total. Em 2018, não consegue renovar o mandato, após obter 3.038 votos (0,87%) . Foi candidato a vereador de Macapá em 2020 pelo Cidadania, não sendo eleito.

## Desempenho eleitoral
| Ano  | Cargo                      | Votos | Resultado  | Ref. |
| ---- | -------------------------- | ----- | ---------- | ---- |
| 2012 | Vereador de Macapá         | 2.878 | Eleito     |      |
| 2014 | Deputado estadual do Amapá | 5.803 | Eleito     |      |
| 2018 | Deputado estadual do Amapá | 3.038 | Não Eleito |      |
| 2020 | Vereador de Macapá         | 1.306 | Não Eleito |      |